# Морнарички истражитељи: Лос Анђелес (5. сезона)
Пета сезона америчко полицијо-процедуралне драме МЗИС: Лос Анђелес је емитована од 24. септембра 2013. до 13. маја 2014. године на каналу ЦБС. Сезону су продуцирали Продукција "Шејн Бренан" и Телевизијски студио "ЦБС", а Шејн Бренан је био директор серије и извршни продуцент. Током ове сезоне емитована је 100. епизода серије.

## Глумачка постава
Мигел Ферер је унапређен у главну поставу на почетку сезоне

## Улоге

### Главне
- Крис О’Донел као Џи Кален
- Данијела Руа као Кензи Блај
- Ерик Кристијан Олсен као Мартин А. Дикс
- Берет Фоа као Ерик Бил
- Рене Фелис Смит као Нел Џоунс
- Мигел Ферер као Овен Гренџер
- Линда Хант као Хенријета Ленг
- Ел Ел Кул Џеј као Сем Хана

### Епизодне
- Питер Камбор као Нејт Гејц (Епизоде 2 и 15)

## Епизоде
| Бр. у серији | Бр. у сезони | Наслов                   | Редитељ             | Сценариста                          | Премијерно емитовање | Прод. код | Бр. гледалаца (у милионима) |
| --- | ------------ | ------------------------ | ------------------- | ----------------------------------- | -------------------- | --------- | --------------------------- |
| 97 | 1            | "Успон"                  | Teренс О’Хара       | Френк Милитари                      | 24. септембар 2013.  | 501       | 16.35                       |
| Док се Дикс и Сем боре да се опораве од трауматског мучења кад су пали шака Исаку Сидорову, екипа наставља потрагу за украденим нуклеарним оружјем. |              |                          |                     |                                     |                      |           |                             |
| 98 | 2            | "Ударац"                 | Џонатан Фрејкс      | Сара Серви и Р. Скот Џемил          | 1. октобар 2013.     | 502       | 15.09                       |
| Хети зове операционог психолога Нејта Гејца да помогне Сему и Диксу да се опораве од мучења Исака Сидорова остали чланови ОСП-а истражују смрт подадмирала и новинарке у личном авиону.Појава Нејта Гејца. |              |                          |                     |                                     |                      |           |                             |
| 99 | 3            | "ОМНИ"                   | Лари Тенг           | Kајл Харимото                       | 8. октобар 2013.     | 503       | 14.84                       |
| Екипа мора да открије ко је угрозио поверљив пројекат у биотехнолошком друштву. У међувремену, Дикс се бори са емоцијама кад се вратио на терен. |              |                          |                     |                                     |                      |           |                             |
| 100 | 4            | "Резњиков Н."            | Toни Вармби         | Шејн Бренан                         | 15. октобар 2013.    | 504       | 14.65                       |
| Док истражује случај отетог човека који тврди да је Каленов отац, екипа ускоро упада у смртну опасност. |              |                          |                     |                                     |                      |           |                             |
| 101 | 5            | "Неписано правило"       | Лари Тенг           | Џозеф Ч. Вилсон и Џордана Луис Џефи | 22. октобар 2013.    | 425       | 14.92                       |
| Нел се придружује екипи на терену кад се за откуп девојке бившег војника тражи поверљив податак, а Дикс несвесно прекршава једно Хетино правило. |              |                          |                     |                                     |                      |           |                             |
| 102 | 6            | "Старији брат"           | Стивен Депол        | Џордана Луис Џефи                   | 29. октобар 2013.    | 506       | 14.90                       |
| Кад је операција ФБИ-ја, ЦИА-е и МЗИС-а пропала, екипа сумња на кртицу. Испада да је то рад хакера, а докази упућују на 15-огодишњакињу. Схватећи да је девојчицин програм за хаковање украден, Кален иде на тајни задатак као наставник да открије одговорног. У исто време екипа приводи девојчициног дечка који јој је хаковао мобилни.                                     |              |                          |                     |                                     |                      |           |                             |
| 103 | 7            | "Дуг дан"                | Денис Смит          | Џо Сакс                             | 5. новембар 2013.    | 505       | 14.76                       |
| Екипа заједно са Државном безбедношћу истражује смрт чувара железнице и ускоро крећу у потрагу за особом која планира терористички напад на воз. |              |                          |                     |                                     |                      |           |                             |
| 104 | 8            | "Успутна штета"          | Дајана К. Валентајн | Џозеф Ч. Вилсон                     | 12. новембар 2013.   | 507       | 14.88                       |
| Када је нуклеарни уређај нестао, екипа креће у акцију да га пронађе пре него што падне у погрешне руке, а Хети схвата да се неко из њене прошлости вратио, неко ко би могао да јој угрози целу каријеру. |              |                          |                     |                                     |                      |           |                             |
| 105 | 9            | "Oпоравак"               | Пол А. Кофман       | Гил Грант                           | 19. новембар 2013.   | 508       | 14.99                       |
| Док истражују смрт војника, Кензи и Дикс иду на тајни задатак у центар за рехабилитацију. |              |                          |                     |                                     |                      |           |                             |
| 106 | 10           | "Залеђено језеро"        | Џон Питер Кјузакис  | Дејв Калстин                        | 26. новембар 2013.   | 509       | 12.32                       |
| Кален и Сем траже помоћ од непалског војника како би вратили УСБ, а Дикс и Кензи покушавају да избалансирају свој однос, али је Кензи изненада премештена. |              |                          |                     |                                     |                      |           |                             |
| 107 | 11           | "Дизање гвоздене завесе" | Тони Вармби         | Џордана Луис Џефи                   | 10. децембар 2013.   | 510       | 15.24                       |
| Након открића да румунски комунистички вођа и осумњичени за ратне злочине живи у Лос Анђелесу под лажним именом, екипа жури да га ухвати пре него што не нестане поново. Кензи стиже у Авганистан и добија задатак. |              |                          |                     |                                     |                      |           |                             |
| 108 | 12           | "Божићна провала"        | Kaрен Гавиола       | Kајл Харимото                       | 17. децембар 2013.   | 511       | 15.58                       |
| У кућу сенаторове ћерке је проваљено. Екипа истражује да ли је то насумични злочина или циљан злочин због претње њеног оца кибер злочину. Кензин празнични дух се мења кад добије неочекивани поклон. |              |                          |                     |                                     |                      |           |                             |
| 109 | 13           | "Верност"                | Ерик Лејнвил        | Френк Милитари и Ендру Бартлс       | 14. јануар 2014.     | 512       | 15.87                       |
| Када је савезни агент, који је повезан са хавалом, древним саставом за пренос новца, убијен, истрага окупља екипу у Лос Анђелесу, сем Кензи и Гренџера који су у Авганистану. |              |                          |                     |                                     |                      |           |                             |
| 110 | 14           | "Ратни покличи"          | Џејмс Ханлон        | Р. Скот Џемил                       | 4. фебруар 2014.     | 513       | 16.30                       |
| Када су два војна лица побијена, истрага одводи екипу до једног нерешеног случаја из епизоде "Ударац" и потрагу за осумњиченим који на крају ставља једног од њих у опасност, а Сем сређује Калену састанак на слепо. |              |                          |                     |                                     |                      |           |                             |
| 111 | 15           | "Тухон"                  | Кристин Мур         | Дејв Калстин                        | 25. фебруар 2014.    | 514       | 13.15                       |
| Сем и Кален траже у Мексику дипломату осумњиченог за убиство. Нејт и Дикс раде у Лос Анђелесу.Појава Нејта Гејца. |              |                          |                     |                                     |                      |           |                             |
| 112 | 16           | "Риба на сувом"          | Теренс О’Хара       | Џо Сакс                             | 4. март 2014.        | 515       | 14.37                       |
| Сем и Кален истражују експлозију на пијаци уз помоћ тајног агента УСД-а Талије Дел Кампо. У Авганистану, Кензи и Гренџер истражују случај пада хеликоптера. |              |                          |                     |                                     |                      |           |                             |
| 113 | 17           | "Између редова"          | Денис Смит          | Џозеф Ч. Вилсон                     | 18. март 2014.       | 516       | 14.21                       |
| Екипа мора да открије кртицу када је агента на тајном задатку који је радио за АТЈ убила банда. У Авганистану, Гренџер је забринут када је Кензи нестала. |              |                          |                     |                                     |                      |           |                             |
| 114 | 18           | "Нулти дан"              | Тони Вармби         | Ендру Бартлс                        | 25. март 2014.       | 517       | 15.54                       |
| Екипа истражује када је један Ериков друг нападнут. У Авганистану, Кензи среће некога из своје прошлости. |              |                          |                     |                                     |                      |           |                             |
| 115 | 19           | "Плен рата"              | Френк Милитари      | Френк Милитари                      | 1. април 2014.       | 518       | 15.31                       |
| Екипа путује у Авганистан након сазнања да је Кензи нестала. |              |                          |                     |                                     |                      |           |                             |
| 116 | 20           | "Изненадна срећа"        | Ерик А. Пот         | Гил Грант                           | 8. април 2014.       | 519       | 14.56                       |
| Екипа истражује војника који је проневерио новац, а Кензи је присиљена да ради са Ериком кад се вратила из Авганистана, а Нел ради са Диксом. |              |                          |                     |                                     |                      |           |                             |
| 117 | 21           | "Tри срца"               | Дајана К. Валентајн | Дејв Калстин и Кајл Харимото        | 15. април 2014.      | 520       | 14.69                       |
| Агент МЗИС-а на тајном задатку је приведен када је осумњичен да је радио са кријумчарем кога је требало да истражи. У међувремену, Кензи и Дикс расправљају о свом односу кад се она вратила на терен. |              |                          |                     |                                     |                      |           |                             |
| 118 | 22           | "Још једна прилика"      | Toни Вармби         | Дејвид Норт                         | 29. април 2014.      | 521       | 14.83                       |
| Када је 10-огодишњакиња коју је Сем чувао у Саудијској Арабији нестала, Сем је убеђен да је нестанак повезан са софтверским програмом за ново неименовано оружје које је направила њена мајка инжењерка. |              |                          |                     |                                     |                      |           |                             |
| 119 | 23           | "Изложеност"             | Роберт Флорио       | Џозеф Ч. Вилсон и Џордана Луис Џефи | 6. мај 2014.         | 522       | 14.11                       |
| Експлозија у војном кампу је убила војно лице и једног човека. Пошто изгледа као терористички напад, екипа је позвана да пронађе одговорне. |              |                          |                     |                                     |                      |           |                             |
| 120 | 24           | "Велика невоља (1. део)" | Лари Тенг           | Р. Скот Џемил                       | 13. мај 2014.        | 523       | 14.85                       |
| Тајанствена смрт подморничког инжењера доводи екипу на случај заједно са агенткињом УСД-а Талијом Дел Кампо. Испада да је колумбијска мафија направила себи подморницу пуну амонијум нитрата. У међувремену, Хети се суочава са идентитетом "Белог духа". Епизода се завршава кад су Кален и Сем заробљени у подморници са двојицом терориста, а екипа почиње потрагу за њима. |              |                          |                     |                                     |                      |           |                             |

## Производња

### Развој
Серија Морнарички истражитељи: Лос Анђелес је обновљена за пету сезону 27. марта 2013.

### Избор глумаца
Дана 6. фебруара 2013. објављено је да је Мигел Ферер унапређен у главну поставу у петој сезони серије Морнарички истражитељи: Лос Анђелес.

### Писање
Прича о Авганистану заправо није првобитно била део плана за пету сезону, али је додата како би Кензи Блај остала у серији иако је глумица Данијела Руа била трудна.